# Symfonie nr. 4 (Jurriaan Andriessen)
Jurriaan Andriessen voltooide zijn Symfonie nr. 4; Aves in 1963.
Het werk is geschreven voor de festiviteiten rond de 18e versie van “Jeugd en Muziek” in 1963; opdrachtgever was de Stad Amsterdam. Het is opgedragen aan Jean Théron. Het is geschreven voor driestemming koor en symfonieorkest.
Leo Driehuys heeft het met een van de omroeporkesten vastgelegd op 31 mei 1968 voor de KRO; Andriessen was jarenlang radiomaker bij die omroep.
De teksten voor deze symfonie zijn ontleend aan Vogels van Aristophanes en worden in het Latijn (Aves, Avis) gezongen. Het werk heeft drie delen:
1. Allegro moderato
2. Adagio
3. Allegro molto

## Orkestratie
- sopranen, alten en baritons
- 3 dwarsfluiten, 2 hobo’s, 2 klarinetten, 2 fagotten;
- 4 hoorns, 3 trompetten, 3 trombones, 0 tuba’s;
- pauken, percussie, harp
- violen, altviolen, celli, contrabassen.

## Discografie
Er is geen commerciële uitgave van deze symfonie.

## Bron
- Donemus.nl